# Tiro com arco nos Jogos Pan-Americanos de 2023 - Recurvo por equipes mistas
A competição do recurvo por equipes mistas do tiro com arco nos Jogos Pan-Americanos de 2023 foi disputada entre 1 e 5 de novembro de 2023 no Centro de Tiro com Arco, em Peñalolén. Um total de 32 arqueiros de 16 Comitês Olímpicos Nacionais (CON) participaram do evento.

## Calendário
Horário local (UTC−3).
| Data          | Hora  | Fase                 |
| ------------- | ----- | -------------------- |
| 1 de novembro | 9:00  | Fase de ranqueamento |
| 3 de novembro | 14:30 | Oitavas de final     |
| 3 de novembro | 14:55 | Quartas de final     |
| 3 de novembro | 15:20 | Semifinais           |
| 5 de novembro | 9:00  | Disputa pelo bronze  |
| 5 de novembro | 9:19  | Final                |

## Medalhistas
| Ouro   | USA Casey Kaufhold e Brady Ellison          |
| Prata  | BRA Ana Machado e Marcus Vinicius D'Almeida |
| Bronze | MEX Matías Grande e Alejandra Valencia      |

## Resultados

### Fase de ranqueamento
| Pos. | Arqueiro                              | CON                                 | Total | Notas |
| ---- | ------------------------------------- | ----------------------------------- | ----- | ----- |
| 1    | Casey Kaufhold Brady Ellison          | USA Estados Unidos                  | 1359  |       |
| 2    | Alejandra Valencia Matías Grande      | MEX México                          | 1358  |       |
| 3    | Ana Machado Marcus Vinicius D'Almeida | BRA Brasil                          | 1336  |       |
| 4    | Ana María Rendón Jorge Enríquez       | COL Colômbia                        | 1334  |       |
| 5    | Virginie Chénier Eric Peters          | CAN Canadá                          | 1320  |       |
| 6    | Florencia Leithold Damián Jajarabilla | ARG Argentina                       | 1306  |       |
| 7    | Javiera Andrades Ricardo Soto         | CHI Chile                           | 1297  |       |
| 8    | Larissa Pagan Juan Santiesteban       | CUB Cuba                            | 1253  |       |
| 9    | Anne Abernathy Nicholas D'Amour       | ISV Ilhas Virgens Americanas        | 1248  |       |
| 10   | Nancy Enríquez Thomas Flossbach       | EAI Equipe de Atletas Independentes | 1241  |       |
| 11   | Nieves Arango Víctor Palacio          | VEN Venezuela                       | 1224  |       |
| 12   | Nilka Cotto Adrián Muñoz              | PUR Porto Rico                      | 1205  |       |
| 13   | Adriana Espinoza Lester Ortegón       | ECU Equador                         | 1201  |       |
| 14   | Alexandra Zavala Daniel Velarde       | PER Peru                            | 1194  |       |
| 15   | Marcela Cortez Oscar Ticas            | ESA El Salvador                     | 1107  |       |

### Fase eliminatória
As oitavas de final e as quartas de final foram realizadas em 1 de novembro. As semifinais e a definição dos medalhistas ocorreram em 5 de novembro de 2023.
| Oitavas de final | Oitavas de final                 | Oitavas de final | Oitavas de final | Oitavas de final | Oitavas de final | Oitavas de final | Oitavas de final |  |   | Quartas de final                 | Quartas de final               | Quartas de final | Quartas de final | Quartas de final | Quartas de final | Quartas de final | Quartas de final |  |   | Semifinais                    | Semifinais | Semifinais | Semifinais | Semifinais | Semifinais | Semifinais | Semifinais |  |                     | Final                       | Final                         | Final               | Final               | Final               | Final               | Final               | Final |
|                  |                                  |                  |                  |                  |                  |                  |                  |  |   |                                  |                                |                  |                  |                  |                  |                  |                  |  |   |                               |            |            |            |            |            |            |            |  |                     |                             |                               |                     |                     |                     |                     |                     |       |
| 1                | USA C Kaufhold USA B Ellison     |                  |                  |                  |                  |                  |                  |  |   |                                  |                                |                  |                  |                  |                  |                  |                  |  |   |                               |            |            |            |            |            |            |            |  |                     |                             |                               |                     |                     |                     |                     |                     |       |
|                  | Bye                              |                  |                  |                  |                  |                  |                  |  |   | 1                                | USA C Kaufhold USA B Ellison   | 36               | 38               | 37               | 36               |                  | 6                |  |   |                               |            |            |            |            |            |            |            |  |                     |                             |                               |                     |                     |                     |                     |                     |       |
| 9                | ISV A Abernathy ISV N D'Amour    | 32               | 35               | 33               |                  |                  | 1                |  | 8 | CUB J Santiesteban CUB L Pagan   | 33                             | 39               | 35               | 33               |                  | 2                |                  |  |   |                               |            |            |            |            |            |            |            |  |                     |                             |                               |                     |                     |                     |                     |                     |       |
| 8                | CUB J Santiesteban CUB L Pagan   | 36               | 36               | 33               |                  |                  | 5                |  |   |                                  |                                |                  |                  |                  |                  |                  |                  |  | 1 | USA C Kaufhold USA B Ellison  | 37         | 38         | 40         | 37         |            | 5          |            |  |                     |                             |                               |                     |                     |                     |                     |                     |       |
| 5                | CAN V Chénier CAN E Peters       | 37               | 35               | 37               |                  |                  | 6                |  |   |                                  |                                |                  |                  |                  |                  |                  |                  |  | 4 | COL J Enríquez COL A Rendón   | 38         | 38         | 39         | 36         |            | 3          |            |  |                     |                             |                               |                     |                     |                     |                     |                     |       |
| 12               | PUR A Muñoz PUR N Cotto          | 33               | 33               | 34               |                  |                  | 0                |  |   | 5                                | CAN V Chénier CAN E Peters     | 34               | 28               | 36               | 36               |                  | 2                |  |   |                               |            |            |            |            |            |            |            |  |                     |                             |                               |                     |                     |                     |                     |                     |       |
| 13               | ECU A Espinoza ECU L Ortegón     | 34               | 36               | 36               | 32               |                  | 2                |  | 4 | COL J Enríquez COL A Rendón      | 36                             | 35               | 37               | 37               |                  | 6                |                  |  |   |                               |            |            |            |            |            |            |            |  |                     |                             |                               |                     |                     |                     |                     |                     |       |
| 4                | COL J Enríquez COL A Rendón      | 36               | 38               | 35               | 34               |                  | 6                |  |   |                                  |                                |                  |                  |                  |                  |                  |                  |  |   |                               |            |            |            |            |            |            |            |  |                     | 1                           | USA C Kaufhold USA B Ellison  | 40                  | 38                  | 35                  | 39                  |                     | 6     |
| 3                | BRA A Machado BRA M D'Almeida    | 32               | 36               | 37               |                  |                  | 6                |  |   |                                  |                                |                  |                  |                  |                  |                  |                  |  |   |                               |            |            |            |            |            |            |            |  |                     | 3                           | BRA A Machado BRA M D'Almeida | 37                  | 37                  | 38                  | 32                  |                     | 2     |
| 14               | PER A Zavala PER D Velarde       | 29               | 33               | 33               |                  |                  | 0                |  |   | 3                                | BRA A Machado BRA M D'Almeida  | 33               | 34               | 36               | 36               |                  | 6                |  |   |                               |            |            |            |            |            |            |            |  |                     |                             |                               |                     |                     |                     |                     |                     |       |
| 11               | VEN V Palacio VEN N Arango       | 34               | 34               | 33               |                  |                  | 1                |  | 6 | ARG F Leithold ARG D Jajarabilla | 33                             | 32               | 36               | 31               |                  | 2                |                  |  |   |                               |            |            |            |            |            |            |            |  |                     |                             |                               |                     |                     |                     |                     |                     |       |
| 6                | ARG F Leithold ARG D Jajarabilla | 34               | 35               | 34               |                  |                  | 5                |  |   |                                  |                                |                  |                  |                  |                  |                  |                  |  | 3 | BRA A Machado BRA M D'Almeida | 35         | 39         | 38         | 39         |            | 6          |            |  |                     |                             |                               |                     |                     |                     |                     |                     |       |
| 10               | CHI R Soto CHI J Andrades        | 31               | 37               | 36               | 35               |                  | 2                |  |   |                                  |                                |                  |                  |                  |                  |                  |                  |  | 2 | MEX M Grande MEX A Valencia   | 40         | 35         | 37         | 37         |            | 2          |            |  |                     |                             |                               |                     |                     |                     |                     |                     |       |
| 7                | EAI N Enríquez EAI T Flossbach   | 34               | 36               | 37               | 36               |                  | 6                |  |   | 10                               | EAI N Enríquez EAI T Flossbach | 34               | 33               | 35               | 37               |                  | 3                |  |   |                               |            |            |            |            |            |            |            |  | Disputa pelo bronze | Disputa pelo bronze         | Disputa pelo bronze           | Disputa pelo bronze | Disputa pelo bronze | Disputa pelo bronze | Disputa pelo bronze | Disputa pelo bronze |       |
| 15               | ESA O Ticas ESA M Cortez         | 33               | 30               | 34               |                  |                  | 0                |  | 2 | MEX M Grande MEX A Valencia      | 34                             | 37               | 35               | 37               |                  | 5                |                  |  |   |                               |            |            |            |            |            |            |            |  | 4                   | COL J Enríquez COL A Rendón | 37                            | 38                  | 39                  | 38                  |                     | 3                   |       |
| 2                | MEX M Grande MEX A Valencia      | 37               | 39               | 35               |                  |                  | 6                |  |   |                                  |                                |                  |                  |                  |                  |                  |                  |  |   |                               |            |            |            |            |            |            |            |  |                     | 2                           | MEX M Grande MEX A Valencia   | 39                  | 35                  | 39                  | 40                  |                     | 5     |